# 롭 테리

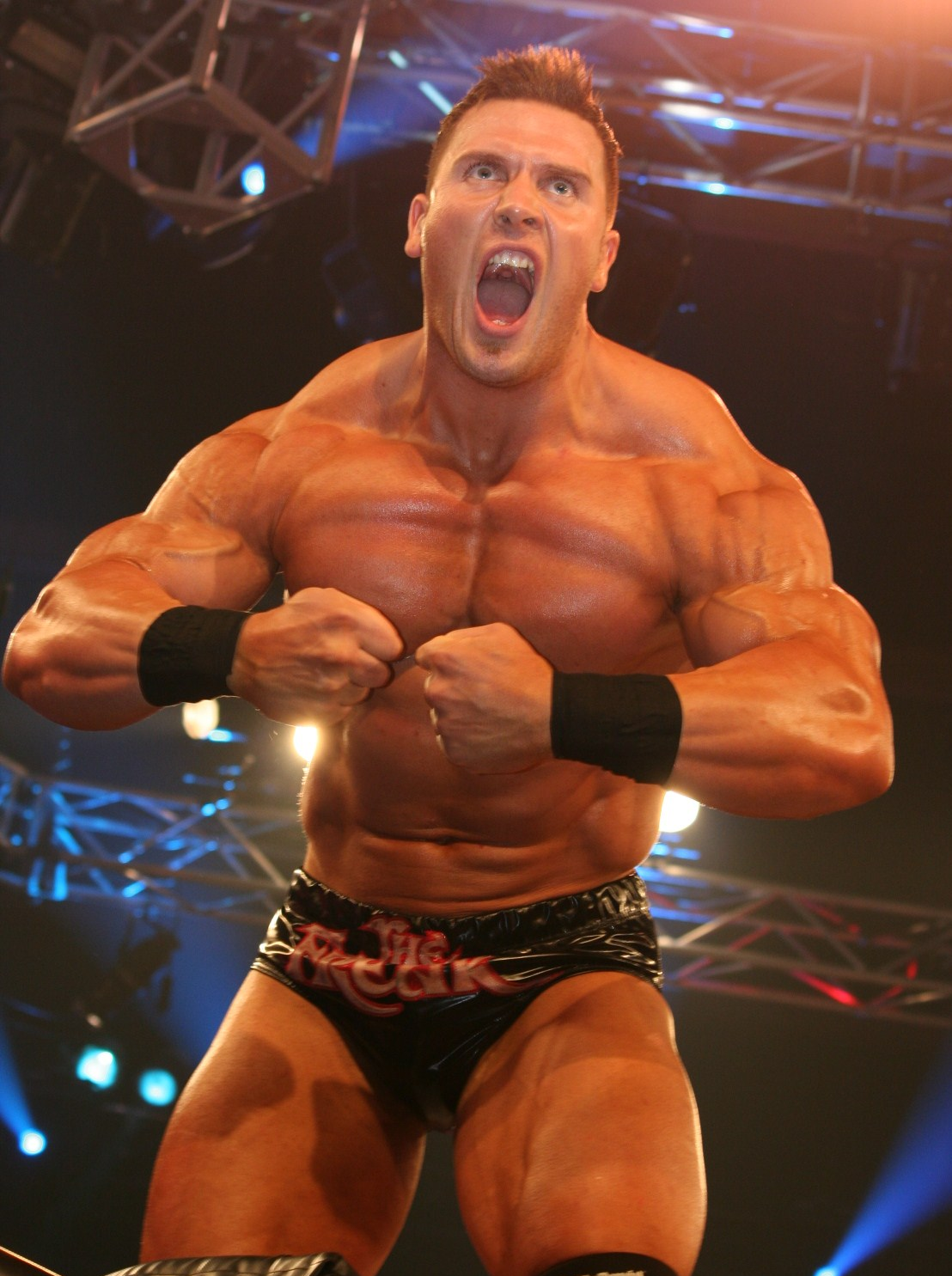
랍 테리의 근육자랑

랍 테리(Rob Terry)는 본명은 로버트 랍 테리(Robert Rob Terry)다. 영국의 프로레슬링선수다. 2003년 프로레슬링 입문했다. 키는 195cm에다가 몸무게는 135kg이다.

## 수상
- TNA 킹 오브 더 마운틴 챔피언 1회